# Esporte Clube São Bento
Maillots
Le Esporte Clube São Bento est un club brésilien de football basé à Sorocaba dans l'État de São Paulo. Le Brésilien Milton Mendes est l'entraineur depuis septembre 2019.

## Historique
- 1913 : fondation du club sous le nom de Sorocaba Athletic Club
- 1914 : le club est renommé Esporte Clube São Bento

## Palmarès
- Copa FPF :
  - Vainqueur : 2002

- Campeonato Paulista (deuxième division) :
  - Vainqueur : 1962

- Campeonato Paulista (troisième division) :
  - Vainqueur : 2001